# Arco Monumental de Palmira
O Arco Monumental de Palmira, também chamado Arco do Triunfo (em árabe: قوس النصر) e Arco de Septímio Severo, era um arco ornamental romano em Palmira, na Síria. Foi construído no século III, durante o reinado do imperador Septímio Severo. Suas ruínas mais tarde se tornaram uma das principais atrações de Palmira até que foi oficialmente destruída pelo Estado Islâmico em 2015. A maior parte de sua construção em pedra ainda sobrevive e há planos de reconstruí-la usando anastilose.

## História
O Arco Monumental foi construído em algum momento durante o reinado do Imperador Septímio Severo, que durou de 193 a 211 d.C; ligava a rua principal da Colunata e o Templo de Bel. O arco foi concebido para integrar as partes sul e central. Segundo algumas fontes, a estrutura foi construída como um arco triunfal para comemorar as vitórias dos romanos sobre os partos. A estrutura às vezes era erroneamente referida como "Arco de Adriano", embora o imperador Adriano já estivesse morto há mais de meio século quando o arco foi construído. As ruínas do arco, junto com outros monumentos em Palmira, foram representadas em gravuras pelo viajante britânico Robert Wood, que foram publicadas em Londres em 1753 sob o título: The Ruins of Palmyra Otherwise Tedmor in the Desart. O Arco Monumental foi restaurado na década de 1930. Quando as ruínas de Palmira se tornaram uma atração turística no século XX e no início do século XXI, o arco era um dos principais pontos turísticos da cidade.

## Arquitetura

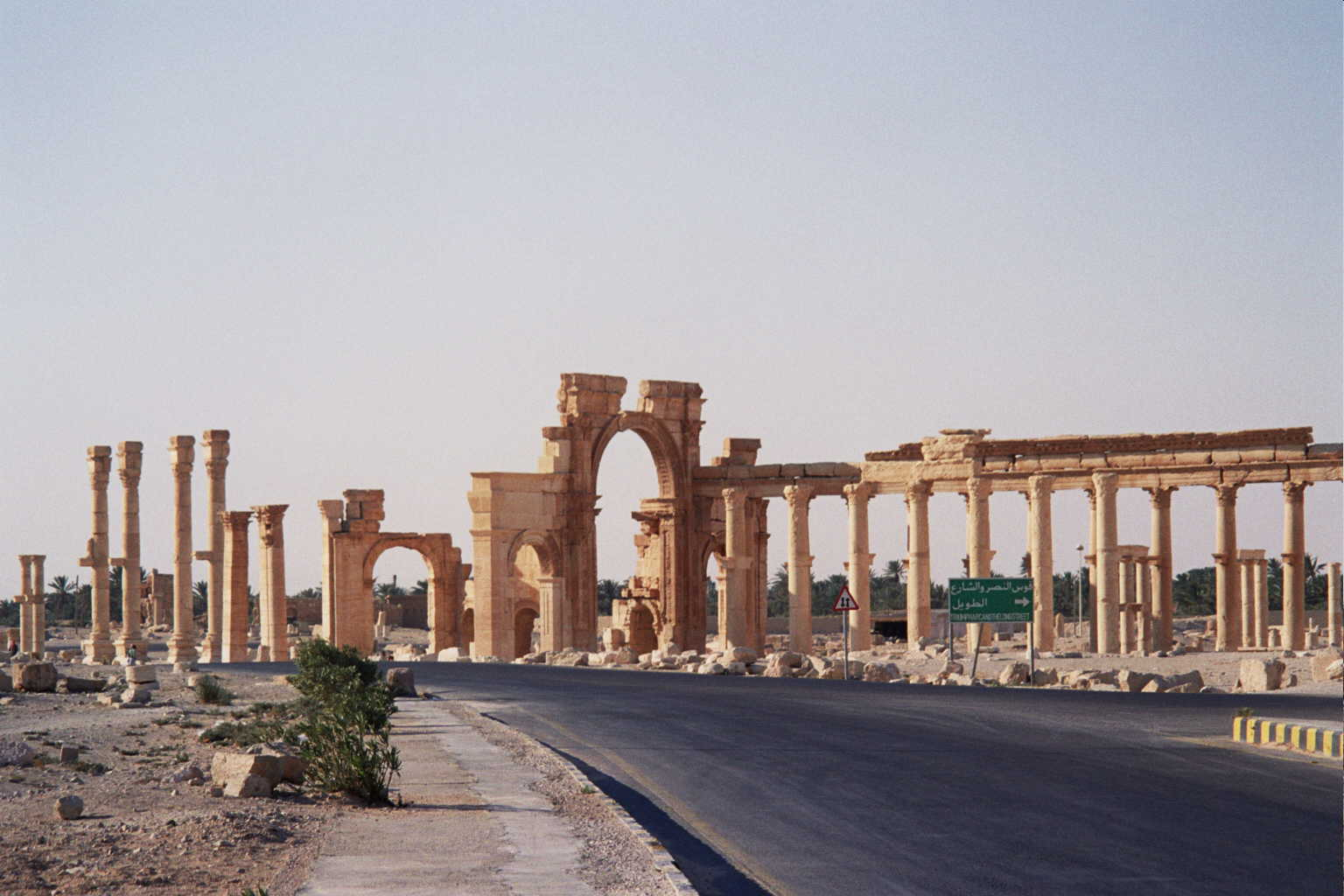
Só está com algumas partes dela pois é bem antiga.

O Arco Monumental era incomum do ponto de vista arquitetônico, pois possuía uma fachada dupla, mascarando uma curvatura de 30° entre as seções leste e central da Grande Colunata. O arco consistia em um grande portal no centro, flanqueado por uma abertura menor em ambos os lados. O arco foi decorado com esculturas de pedra ornamentadas, incluindo relevos representando plantas ou desenhos geométricos. Estes eram semelhantes aos encontrados em outros arcos construídos durante o reinado de Severo em outras partes do Império Romano, como o arco em Leptis Magna na Líbia. Os relevos do arco foram descritos pela UNESCO como "um exemplo notável da arte de Palmira", e eles o tornam um dos monumentos mais ricamente adornados da cidade.

## Destruição

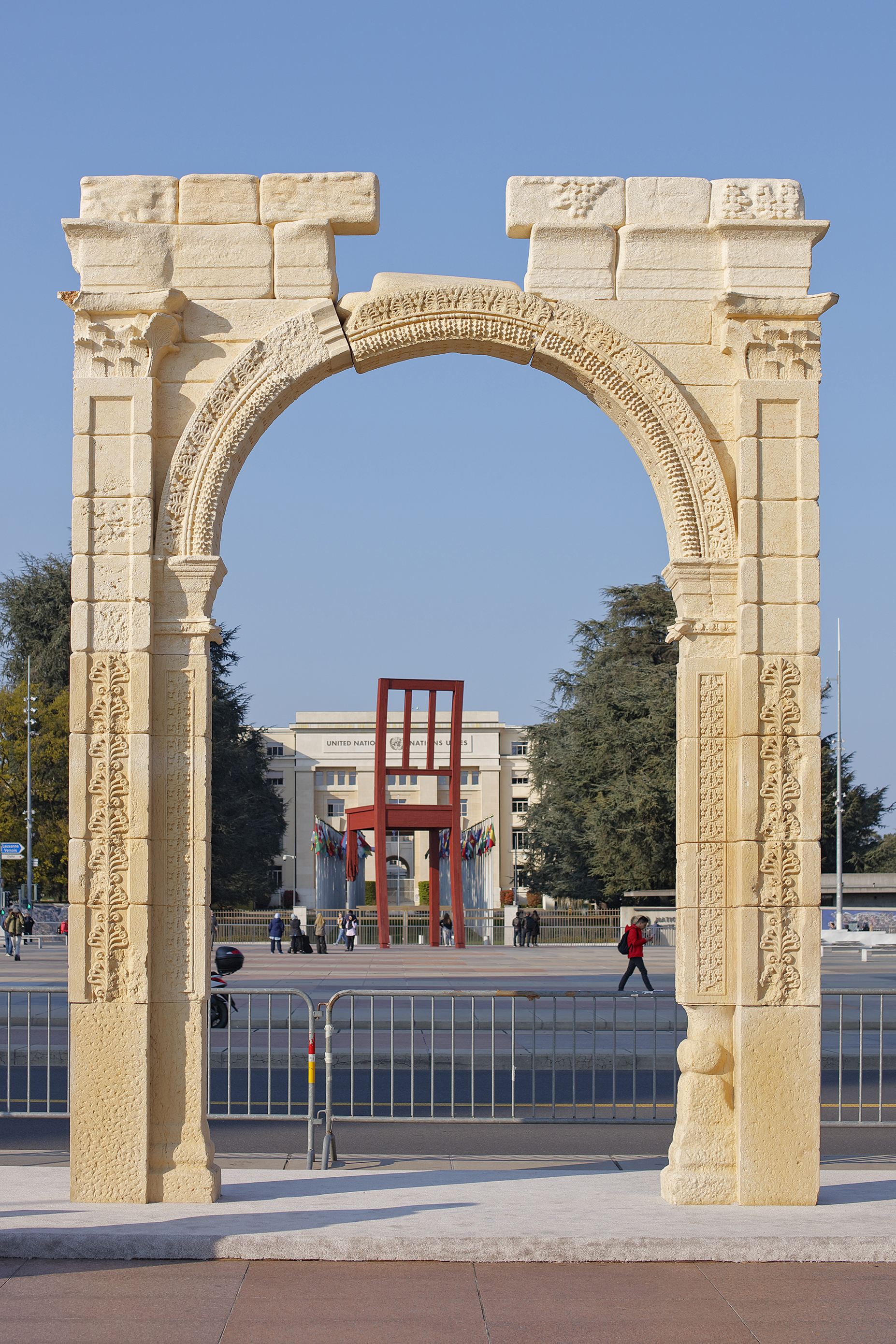
Réplica do Arco de Palmira em Genebra, Suíça (2019)

Palmira foi capturada pelo Estado Islâmico em maio de 2015. Os militantes fizeram uma armadilha explosiva no arco algum tempo depois e, em 4 de outubro, foi relatado que o arco havia sido explodido com dinamite. Imagens divulgadas em 8 de outubro mostraram que metade da estrutura ainda estava de pé, mas na época da recaptura de Palmira pelo exército sírio em março de 2016, muito pouco do arco permaneceu de pé. O Gabinete do Presidente da Síria, bem como o diretor-geral da UNESCO, condenaram a destruição do arco. Em março de 2016, o diretor de antiguidades Maamoun Abdelkarim afirmou que o Arco Monumental, juntamente com os Templos de Bel e Baal-Shamin, serão reconstruídos com os restos existentes, um processo denominado anastilose. De acordo com um oficial sírio, reconstruir o arco não seria difícil, pois muitas de suas pedras ainda sobrevivem. Uma réplica do Arco Monumental foi esculpida em mármore egípcio na Itália usando um modelo 3D de computador do Instituto de Arqueologia Digital em Oxford, Inglaterra. A réplica foi exibida na Trafalgar Square, Londres em 19 de abril de 2016. Onde ficou lá por três dias, antes de ser movida para outros locais, incluindo Nova York, Florença, Genebra, Washington, D.C. e Dubai.

## Restauração
A restauração do Arco Monumental de Palmira terá início em 12 de novembro de 2021.